# 玉井行人
玉井 行人（たまい ゆきと、1957年7月28日 - ）は日本の実業家、元新聞記者。Jリーグ・ギラヴァンツ北九州を運営する株式会社ギラヴァンツ北九州取締役会長。
叔父は芥川賞作家火野葦平　従兄弟は中村哲　石炭荷役請負業玉井組(現　港湾荷役山協港運と建設業の小倉北区玉井組)
玉井金五郎は実祖父

## 来歴
福岡県若松市（現・北九州市若松区）生まれ。修多羅小学校、高塔中学校（現・若松中学校）、若松高校を経て早稲田大学に進学し、教育学部卒業後、西日本新聞社に入社。社会部記者（福岡県警察担当）、東京支社報道部記者（首相官邸キャップ）などを経て、2003年から3年間論説委員を務めたほか、佐世保支局長、久留米総局長、執行役員兼北九州本社代表を歴任。2017年からは営業本部地域戦略担当兼企画事業室長を務めていた。
2017年11月、ギラヴァンツの立て直しのために地元関係者からクラブ運営会社代表への就任を要請され、西日本新聞社を退職して翌年元日付で前身のニューウェーブ北九州時代からのフロントスタッフだった原憲一の後任として代表取締役社長に就任。ギラヴァンツ始まって以来初の外部からの招聘による社長就任であった。それまでサッカーとの接点が全くなかった玉井だったが、クラブのコーチ陣を総入れ替えして臨んだ2018年シーズンの成績が低迷する中、「ギラヴァンツのサッカースタイル」が明確でなかったことに気づき、再び監督・コーチ陣・強化担当の総退陣を決断し、『ボランティア精神』『フロンティア精神』『イノベイティブ』『諦めない』といった北九州の風土や気質に根ざしたフィロソフィーを掲げ、新たな強化担当探しに奔走する。
意中の人物がなかなか見つからない中、シーズン終了間際になって2017年シーズン限りで清水エスパルス監督を退任し充電中だった小林伸二と出会う。玉井の掲げたフィロソフィーを聞き、玉井の「実は（自分は）サッカーを知らない」という言葉を受けた小林の「あなたのようなサッカーを知らない人に、僕はいまサッカーの楽しさを教えてあげたいと思いました」という言葉に感銘を受け、玉井は小林に強化担当への就任を打診。現場にこだわりたい小林の意向を受けて、「監督兼スポーツダイレクター」という形で現場を全権委任することを決断する。小林の監督就任後は選手の育成方法やチームの強化方針を一新、フィジカルを重視した強化が実り、小林共々「漫画みたいな1年」と語るように、「最下位からのJ3優勝」という劇的展開につなげることとなった。なお「スポーツダイレクター」職はその後のクラブライセンス制度見直しで配置が義務化された。
一方で、「クラブを地域のハブの一つにする」という理想を掲げて地域密着型の営業を展開。スタジアム近くの小倉駅周辺でクラブ協力店を増やすなどの経営努力も行っている。
2023年1月1日付で取締役会長に就任。社長の後任には三菱商事出身で、自らスカウトし2年間経験を積ませた石田真一が就任した。

## 挿話
玉井の祖父母は火野葦平の長編小説『花と竜』のモデルとなった石炭仲仕玉井組の親方・玉井金五郎とその妻・玉井マンで、玉井は火野の甥にあたる。また、同じく金五郎・マン夫妻の孫に当たる医師の中村哲は玉井の従兄弟（中村の母が玉井の父の姉）にあたる。